# Joan el Presbíter
Joan el Presbíter o Joan el Vell (grec antic: πρεσβύτερος Ιωάννης) és un personatge esmentat pel bisbe del segle II Pàpies en la seva obra Explicació de les sentències del Senyor (κυριακῶν λογίων ἐξηγήσις - Kyriakôn logiôn exêgêsis). En realitat aquesta obra s'ha perdut, però fragments seus es troben citats per Ireneu i per Eusebi. És en el següent passatge, referit per l'obra Història Eclesiàstica d'Eusebi, on Pàpies assenyala dues persones que posseeixen el mateix nom.
| «                                  | No dubtaré en oferir, ordenades juntament amb les meves interpretacions, totes les notícies un dia vaig aprendre i vaig gravar bé en la meva memòria, segur com estic de la seva veritat. Perquè no em complaïa jo, com fan la major part, en els que molt parlen, sinó en els que diuen la veritat; ni en els que recorden manaments aliens, sinó en els que recorden els que van ser manats pel Senyor a la nostra fe i procedeixen de la veritat mateixa. I si es donava el cas de venir algun dels que havien seguit als ancians, jo tractava de discernir els discursos dels ancians: què havia dit Andreu, què Pere, què Felip, què Tomàs o Jaume, o què Joan o Mateu o qualsevol altre dels deixebles del Senyor; igualment, el que diu Aristió i l'ancià Joan, deixebles del Senyor. Perquè no pensava jo que els llibres poguessin ser-me de tant profit com el que ve de la paraula viva i permanent | » |
| — (Eusebi, Hist. Ecl. III, 39,3-4) | |   |

En el text anterior el primer Joan apareix al costat dels apòstols Mateu, Tomàs, Pere, Jaume, Felip  i Andreu; mentre que l'altre Joan és esmentat al costat d'un altre deixeble anomenat Aristió i se li dona a més el sobrenom de "l'ancià". Aquesta distinció va portar a Eusebi a pensar en l'existència de dos deixebles de Crist amb el mateix nom: Joan l'Apòstol i Presbyteros Joannes..

## Altres autors
Basant-se en el fragment de Pàpies citat per Eusebi, Sant Jeroni va anotar en la seva obra " De viris illustribus" que Presbyteros Joannes va ser el veritable autor de les epístoles segona i tercera del Nou Testament generalment atribuïdes a Sant Joan l'Apòstol. De fet la segona i la tercera cartes apareixen amb les següents introduccions: "L'ancià (ho presbyteros) a la Senyora, elegida de Déu, i als seus fills." (2 Jn 1) i "L'ancià (ho presbyteros) a l'estimat Gaius, a qui estimo en la veritat" (3 Jn 1).
El Decretum Gelasianum, presumptament escrit pel papa Gelasi I, també atribueix l'autoria de les dues últimes epístoles a Presbyteros Joannes en lloc de l'Apòstol Joan.
La tradició de l'església catòlica atribueix el quart evangeli, les epístoles joàniques i l'Apocalipsi a un sol autor: l'Apòstol Joan. The Catholic Encyclopedia esmenta que l'existència de dues persones amb el mateix nom de Joan presumptament referida per Pàpies no té fonament històric . De totes maneres la polèmica persisteix fins avui.
Finalment alguns autors creuen que la tradició del Presbyteros Joannes va influir en el sorgiment de la llegenda medieval del Preste Joan (també anomenat Prebíster Joan).